# Leiophron antennator
Leiophron antennator är en stekelart som beskrevs av Sergey A. Belokobylskij 2000. Leiophron antennator ingår i släktet Leiophron och familjen bracksteklar. Inga underarter finns listade i Catalogue of Life.